# Escuela de Crozant

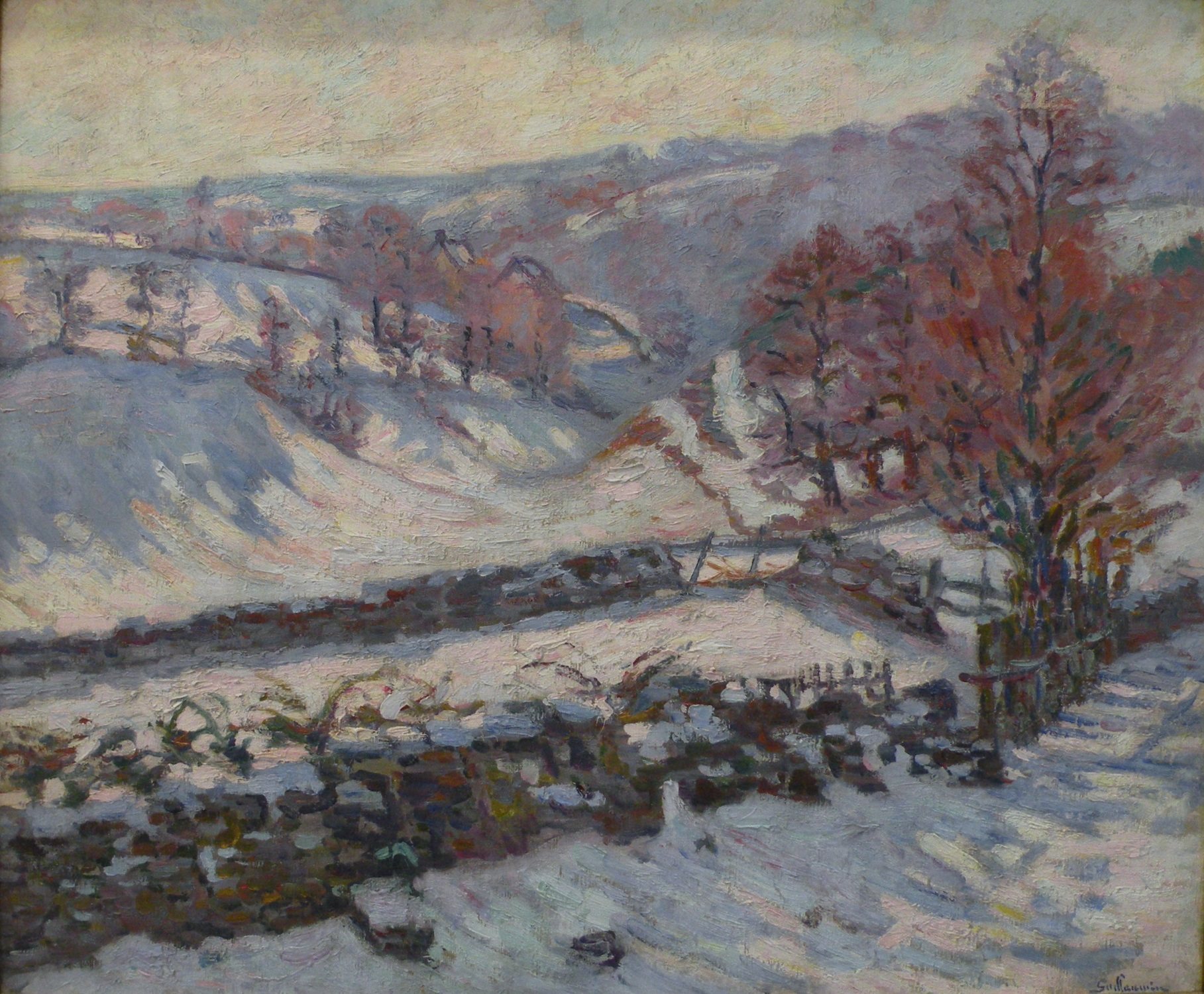
Armand Guillaumin, Paisaje nevado en Crozant (1895), Le Havre, Museo de Arte Moderno André-Malraux.

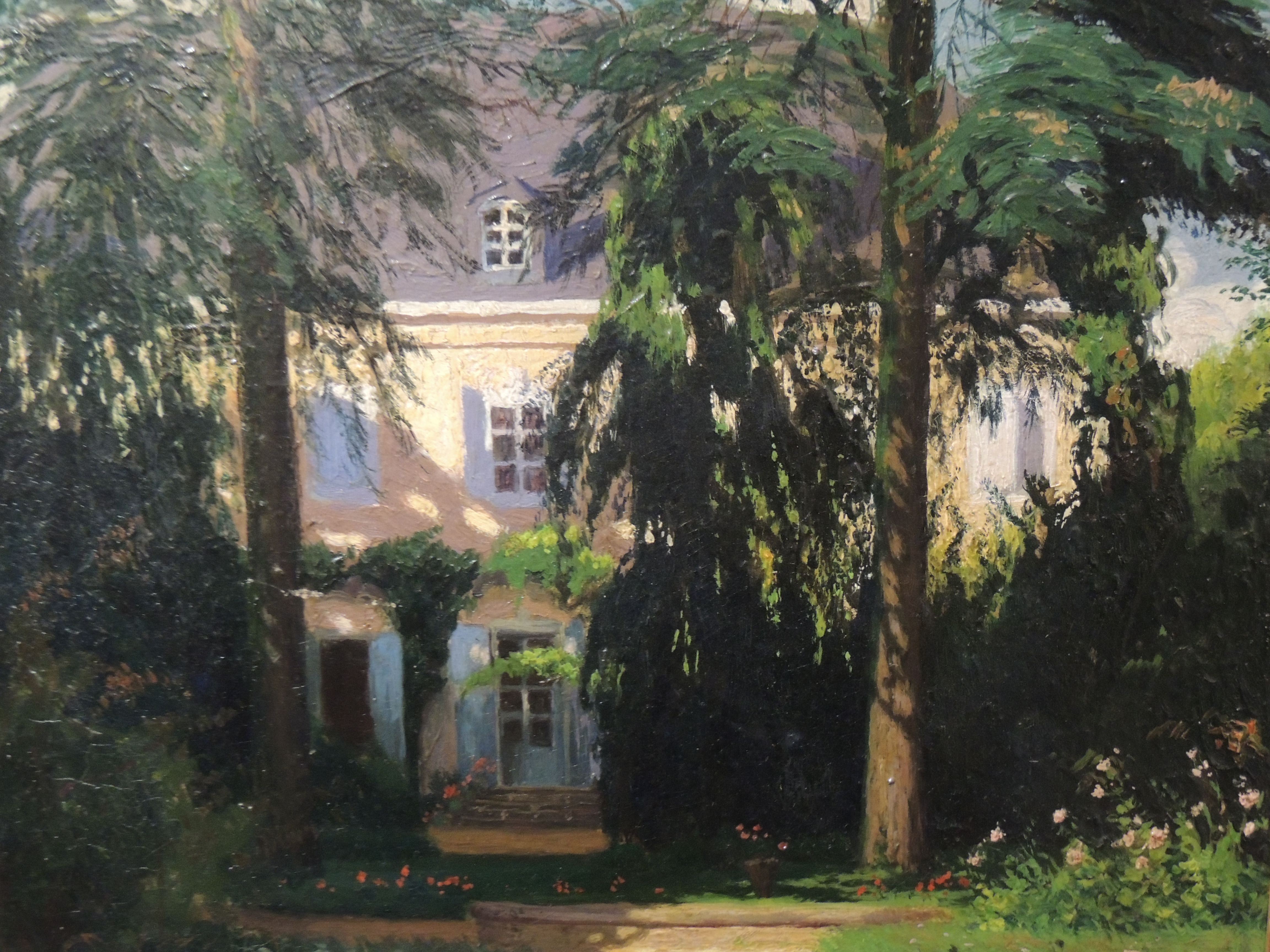
La Maison de George Sand à Nohant (Vicente Santaolaria)

La escuela de Crozant designa, de modo informal, una sucesión de asentamientos de artistas que practicaron la pintura de paisaje y que se establecían en torno al pueblo de Crozant, ubicado en el límite norte del Departamento de Creuse, de donde viene su nombre. 

## Características
Está formada por multitud de paisajistas que, desde la década de 1850, trabajaron en las orillas de los dos Creuses (Grande Creuse y Petite Creuse), el Sédelle y el Gargilesse, cerca de las localidades de Crozant, Fresselines y Gargilesse.
Estas colonias de pintores paisajistas se hicieron más raras a partir de la década de 1920. Dos factores explican este desinterés. El interés de los artistas por corrientes distintas a las del paisajismo y la crecida de las aguas del Creuse tras la construcción de una de las presas francesas más grandes de la época en Eguzon, ubicada en el departamento de Indre. 
Se trata de una escuela "sin amo", es un nombre conveniente, imaginado más tarde, para designar a todos aquellos que se inspiraron en estos valles de Creusoises y Berrichonnes. Durante casi un siglo, cerca de 500 pintores frecuentaron esos lugares. Ahora se cuenta así para los amantes del arte y los viajes turísticos por el Valle de los Pintores entre el Berry y el Limousin.
Por ello ha aparecido, en los últimos años, una formulación patrimonial que abarca todo el perímetro visitado por las colonias de estos artistas, el de "el Valle de los Pintores entre el Berry y el Limousin ". Berry y Limousin establecen el vínculo con dos antiguas provincias que albergan estos centros artísticos. Entre los paisajistas que frecuentaban Crozant hay figuras internacionales como el impresionista Armand Guillaumin o el surrealista Francis Picabia.

## Historia

### Nacimiento de una escuela de paisaje

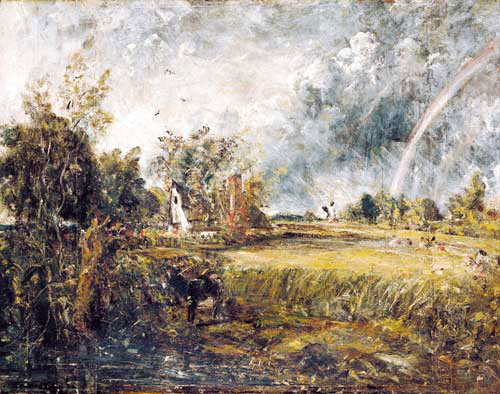
John Constable, Cabaña en East Bergholt (1833), Port Sunlight, Galería de Arte de Lady Lever.

A principios del siglo XIX, los criterios artísticos se fijaron en torno a la tradición neoclásica, siguiendo al pintor Jacques-Louis David. Al margen de este academicismo, el romanticismo formalizado por Géricault, Bonington y Delacroix ganaba impulso. En 1824, mientras el Salón de París exhibía algunas de las obras de John Constable, Camille Corot ya encontraba en el bosque de Fontainebleau, en Barbizon, un lugar de inspiración en su búsqueda de la naturaleza. Una nueva generación de pintores abandona gradualmente el formalismo académico y se inspira en la naturaleza: realizan lienzos a menudo rurales, alejándose de las escenas y dramas mitológicos, del manierismo, del bucolismo mágico y, sobre todo, salen del estudio al aire libre, privilegian la pintura en la naturaleza, directamente y frente a los elementos. Poco antes de la revolución de 1848, pintores como Gustave Courbet y Jean-François Millet (con Le Semeur (1850) o Les Glaneuses (1857) extendieron sus visiones a figuras rurales, retratando al campesinado, el trabajo en el campo, la tierra, una evocación de la vida sencilla, sin puesta en escena ni demostración dramática. A nivel literario, las influencias de Jean-Jacques Rousseau y especialmente de George Sand son decisivas.

### El origen de Crozant
El pueblo de Fresselines se encuentra a unos cincuenta kilómetros de Nohant, la residencia de George Sand (1804-1876). Ella, acompañada de prestigiosos anfitriones, disfrutó de paseos por los valles de Creuse alrededor de Fresselines y Crozant. Evocará a Crozant o Fresselines en varias de sus novelas: Cartas de un viajero, El pecado de Monsieur Antoine, Jeanne. En 1857, su compañero Alexandre Manceau le ofreció a George Sand una pequeña casa en Gargilesse-Dampierre, a unos diez kilómetros de Crozant, donde pasará muchas temporadas.
La fama del paisaje de Crozant y sus alrededores atrajo entonces a muchos pintores.

### Una escuela sin maestro
El término "Escuela de Crozant” fue acuñado en 1864, pero es un término genérico. Del mismo modo, no fue hasta 1891 cuando se utiliza el término " Escuela de barbizon ". Por lo tanto, este tipo de nombres se utiliza para describir una sucesión de colonias de pintores que se establecieron en Crozant entre la década de 1860 y hasta mediados del siglo XX.

## Artistas que trabajaron en el valle de Crozant

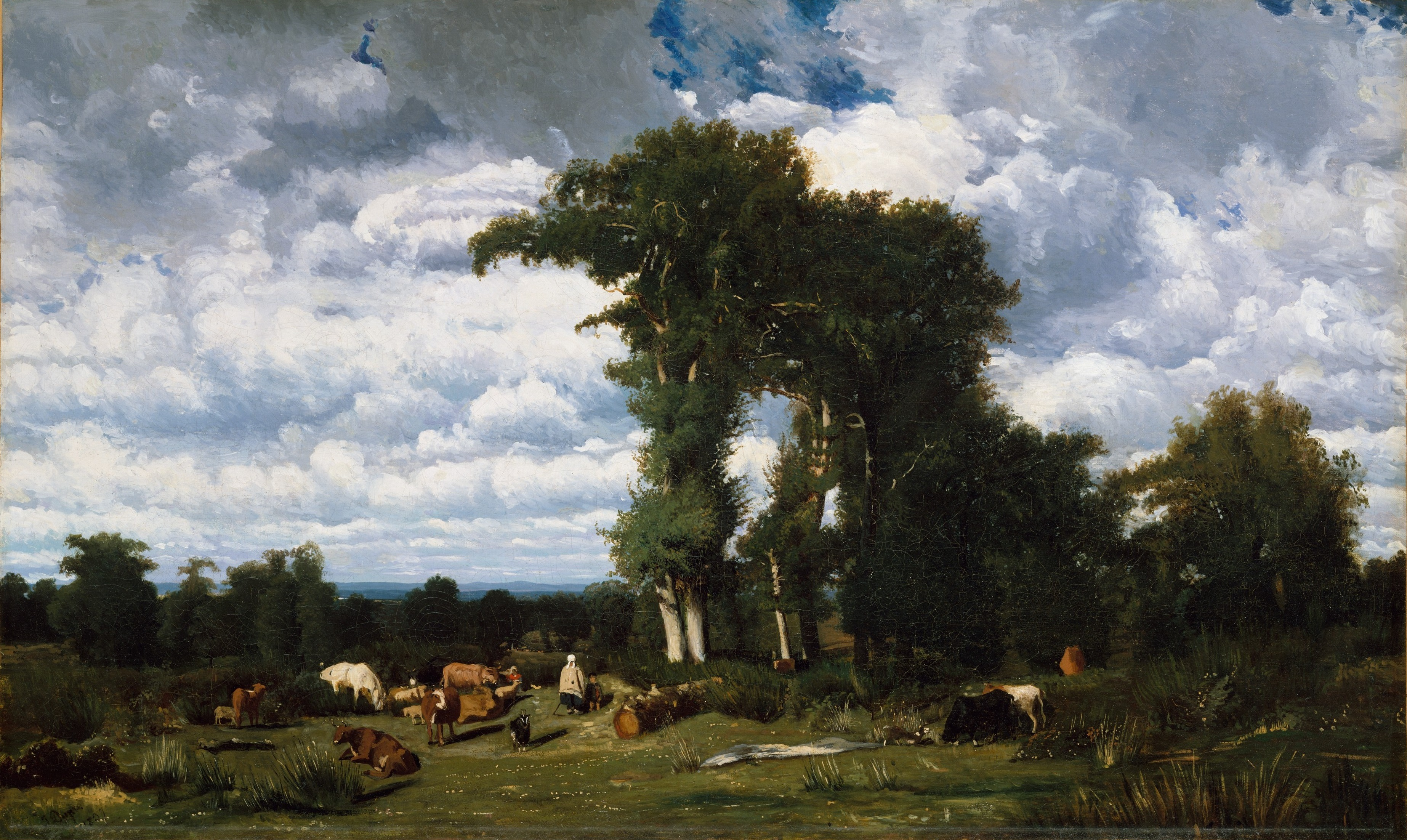
Jules Dupré, Paisaje con ganado en el Limousin (1837), Nueva York, Museo Metropolitano de Arte.

### Los pintores
Desde principios de la década de 1850, Jules Dupré (1811-1889) y Georges de Lafage-Laujol (1830-1858) instalaron allí sus caballetes. Armand Guillaumin (1841-1927), quien tuvo la oportunidad de ganar el premio mayor de la Lotería Nacional en 1891, con el que quedó libre de preocupaciones materiales y pudo dedicarse por completo a la pintura. En 1893, después de haber explorado el Limousin, incluida la Creuse, eligió Crozant como su residencia preferida. No lejos de la iglesia de Crozant, se encuentra su busto de bronce. Claude Monet, durante una estancia en Fresselines de marzo a mayo de 1889, realizó una serie de pinturas en el lugar de la confluencia de los dos Creuses. En total realizó 23 pinturas en el valle.

#### Otros pintores por generación
- Armand Cassagne (1823-1907).

- Gustave Eugène Castan (1823-1892).
- Henri Langerock (1830-1915), pintor belga de escenas de sotobosque y también orientalista, vino a poner su caballete alrededor de Crozant y evocó la Creuse a través de varios paisajes bucólicos. Gustave Eugène Castan, Tarde de octubre, a orillas del Creuse (1864), Palais des Beaux-Arts de Lille .
- Padre Laurent Guétal (1841-1892).[8]

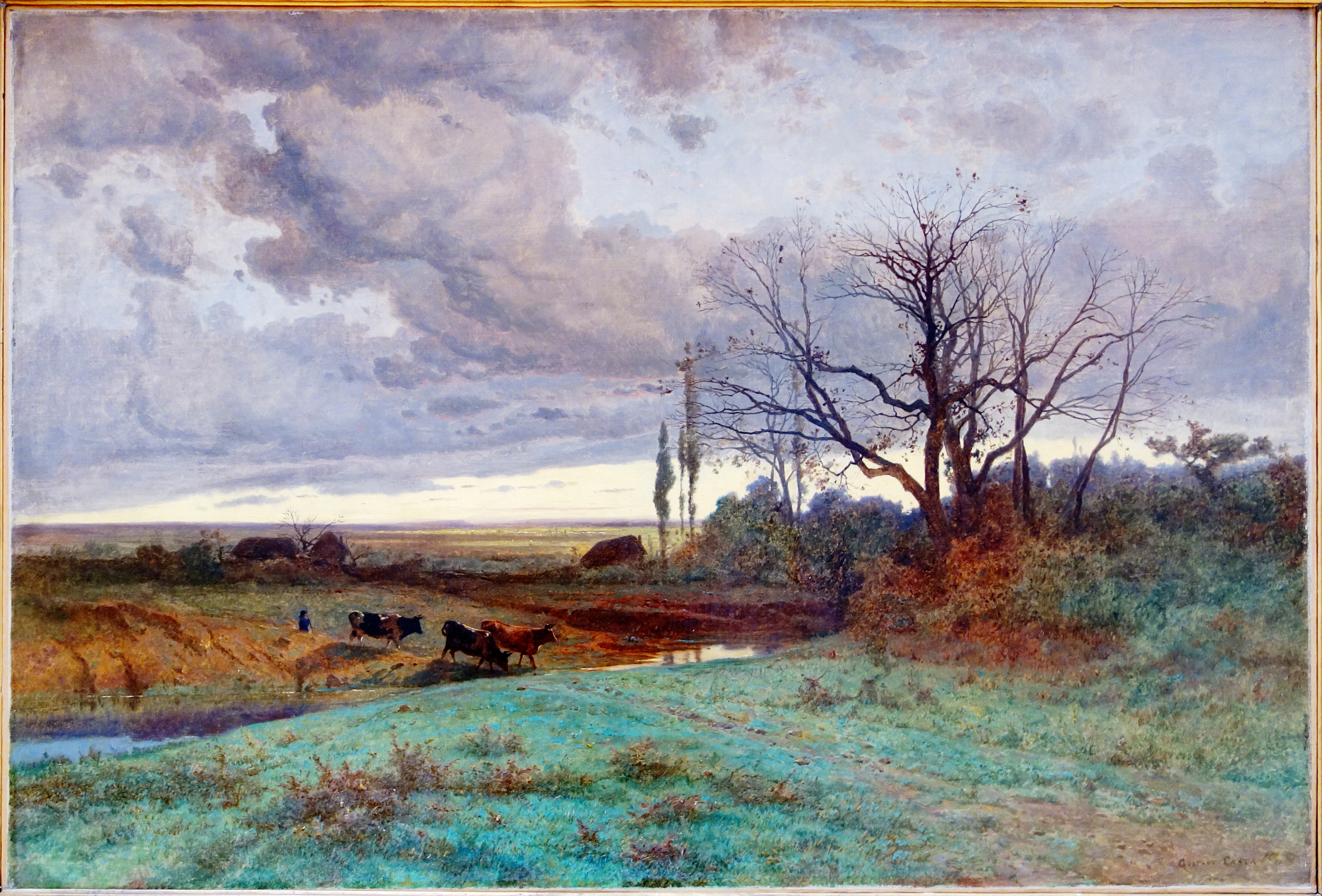
Gustave Eugène Castan, Tarde de octubre, a orillas del Creuse (1864), Palais des Beaux-Arts de Lille.

- Ernest Victor Hareux (1847-1909) es un conocido miembro de la escuela del Delfinado pero, como muchos de sus contemporáneos, participó durante un tiempo en la escuela de Crozant en los valles de Creuse.[9]
- Ernest Josephson (1851-1906).
- Edouard Pail (1851-1916).

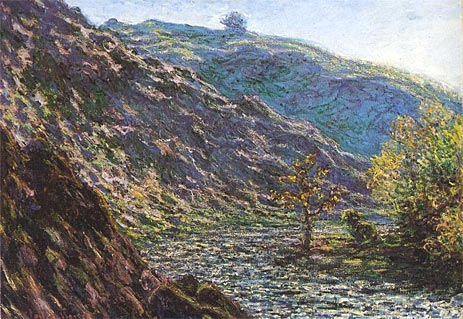
Claude Monet, La Petite Creuse (1889), Instituto de Arte de Chicago.

- La dinastía Leloir y más particularmente Maurice Leloir (1853-1940).

- Alfred Smith (1854-1936).
- Pierre Ballue (1855-1928).
- Henri Coulon (1855-1936).
- Léon Detroy (1857-1955).
- Henri Jamet (1858-1940).
- Henri Charrier (1859-1950).
- Fernand Maillaud (1862-1948).

- Paul Madeline (1863-1920).

- Paul Sérusier (1863-1927).

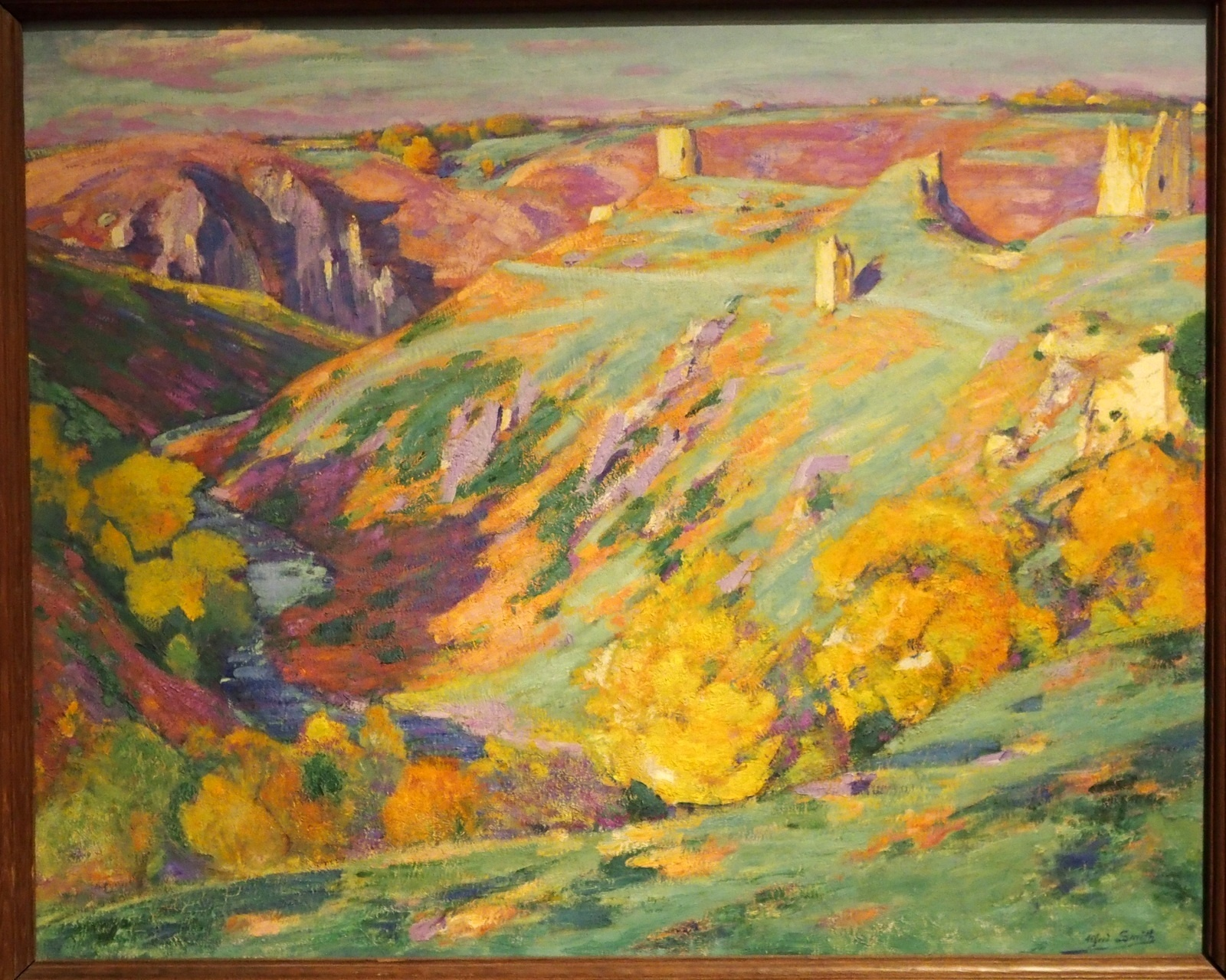
Alfred Smith, La Sédelle en octubre, c. 1923.

- William Didier-Pouget (1864-1959).
- Eugène Alluaud (1866-1947).
- Eugène Charasson (1874-1939).
- Henri Pailler (1876-1954).
- Francis Picabia (1878-1953).
- Clémentine Ballot (1879-1964).
- Lucien Mainssieux (1885-1958).
- Vicente Santaolaria (1886-1967).
- Georges Sabbagh (1887-1951).
- Anders Osterlind (1887-1960).
- André Villeboeuf (1893-1956).
- Walter Oetten (1897-1972).
- Solange Christauflour (1899-1952).

### Escritores y poetas

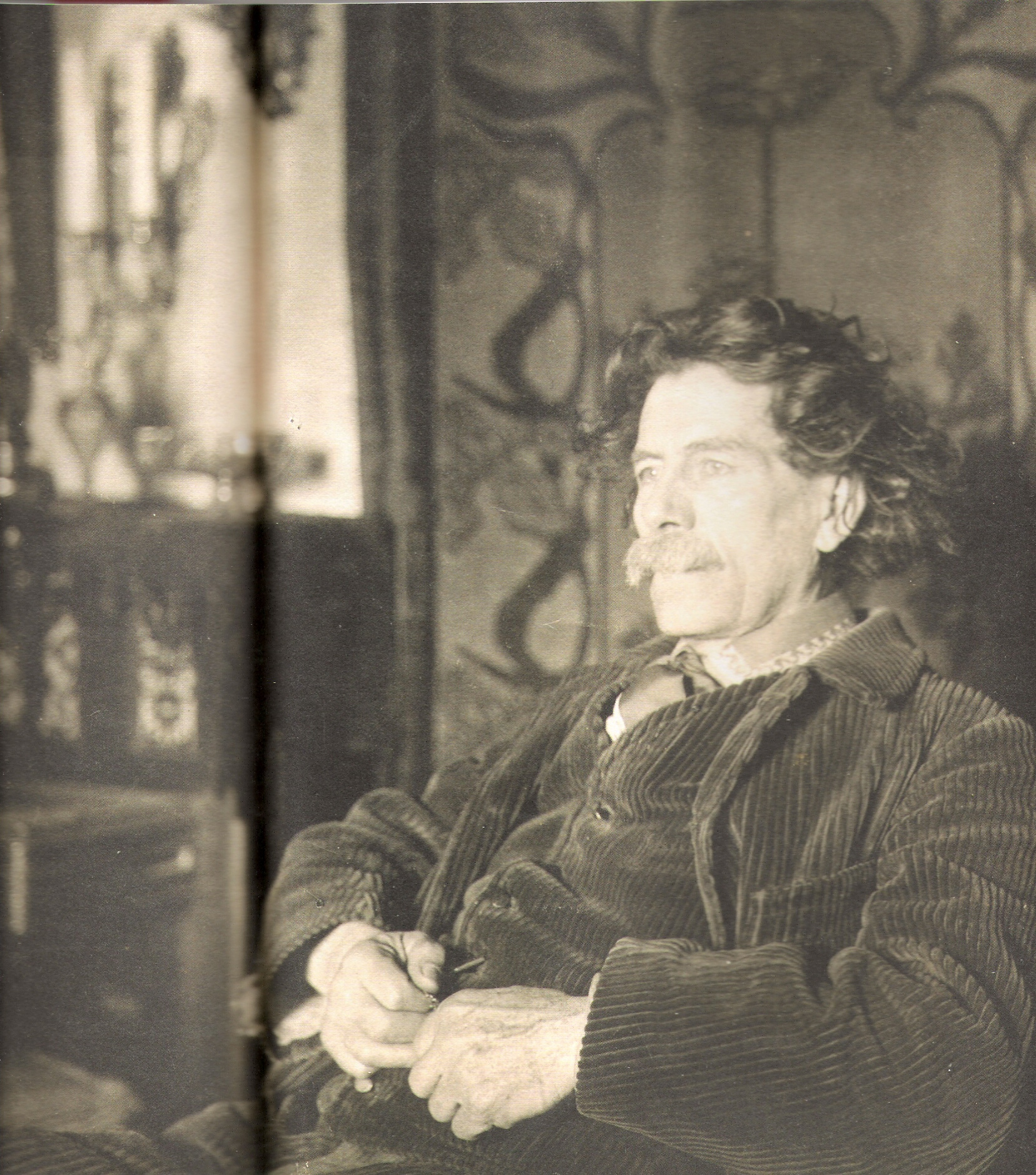
Maurice Rollinat fotografiado por Eugène Alluaud en 1898.

El poeta Maurice Rollinat (1846-1903), ahijado literario de George Sand, se retiró a Fresselines en 1883 para continuar su trabajo allí. Se rodeó de amigos con los que compartió los últimos años de su vida. Maurice Leblanc visitó a Rollinat, a quien había conocido en París. Las Neurosis, publicado por Charpentier en 1883, es la colección más famosa de Rollinat. En 1886 publicará Abîme, luego Paysages et Paysans así como una colección en prosa En errant. Claude Monet compartió la mesa de Rollinat en Fresselines en 1889. A su muerte en 1903, Auguste Rodin ofreció a la comuna de Fresselines un bajorrelieve esculpido titulado La Muse et son Poète. Esta escultura se exhibe en la pared de la iglesia del pueblo.

## La presa
En 1926 las orillas del Creuse fueron inundadas por una presa para la producción de electricidad, y desaparecieron bajo las aguas del embalse más grande de Europa en ese momento, la presa de Éguzon. La nueva atracción turística es ahora el lago Chambon, que lleva el nombre de un pueblo del municipio de Éguzon-Chantôme, que bordea el nuevo lago. Si las profundas gargantas perdieron entonces parte de su carácter salvaje que tanto atraía a los pintores, se ganó una zona turística en la " Playa de Fougeres ".